# 骨迹迷踪
骨迹迷踪（英語：Bonekickers，又译骨迹寻真）是一部英国电视剧，讲述了关于一队来自虚构的“韦塞克斯大学”考古学家的考古故事。
考古学家和布里斯托尔大学学者Mark Horton担任本剧的考古学顾问。 
本剧的多数场景于森麻實郡巴斯拍摄，包括巴斯大學的场景。但该大学不提供考古学课程。
本剧6集于英國廣播公司第一台播出，将不会制作更多剧集。